# Lispoides
Lispoides is een geslacht van insecten uit de familie van de echte vliegen (Muscidae), die tot de orde tweevleugeligen (Diptera) behoort.

## Soort
- L. aequifrons (Stein, 1898)